# جيني بيكر
جيني بيكر (بالإنجليزية: Jeannie Baker)‏ هي كاتبة للأطفال وكاتِبة بريطانية، ولدت في 2 نوفمبر 1950 في كرويدون في المملكة المتحدة.